# Æthelberht II (roi du Kent)
Pour les articles homonymes, voir Ethelbert.
Æthelberht II est roi du Kent de 725 à sa mort, en 762.

## Biographie
D'après l'Histoire ecclésiastique du peuple anglais de Bède le Vénérable, Æthelberht est l'un des trois fils et héritiers du roi Wihtred, aux côtés de ses deux frères Alric et Eadberht Ier. Il s'agit de la dernière mention du royaume du Kent dans le texte de Bède. Les trois princes pourraient être montés sur le trône ensemble à la mort de leur père, en 725, mais contrairement à Eadberht et Æthelberht, Alric n'est mentionné dans aucune autre source,. Il est possible que le partage se soit seulement effectué entre Eadberht et Æthelberht, ce dernier régnant sur la moitié orientale du Kent, autour de Cantorbéry, et possédant l'ascendance sur son frère, dont le domaine couvre la moitié occidentale du Kent, autour de Rochester. Une charte de 738 témoigne de la prééminence d'Æthelberht : l'évêque de Rochester Eardwulf, ayant reçu des terres en don d'Eadberht, vient chercher confirmation de ce don auprès d'Æthelberht,.
Bien qu'il soit contemporain du puissant roi de Mercie Æthelbald (r. 716-757), Æthelberht ne semble jamais lui avoir été soumis,. La Chronique anglo-saxonne rapporte la mort d'Æthelberht en 762. Il est possible qu'il soit le père d'Eadberht II, qui apparaît comme roi du Kent occidental peu après.